# Valár
Valár románul: Vălari, falu Romániában, Erdélyben, Hunyad megyében.

## Fekvése
Vajdahunyadtól délnyugatra fekvő település.

## Története
Valár, Válya nevét 1482-ben p. Walya néven említette először oklevél. Későbbi névváltozatai: 1506-ban v. Wayla, 1733-ban Velári, 1750-ben Velar, 1805-ben Velár, 1808-ban Vallár ~ Golyes-Valár, 1861-ben Valár, 1888-ban Vallár (Velár), 1913-ban Valár.
1510-ben v. Wallya. Hunyadvár tartozékai közt szerepelt.
A trianoni békeszerződés előtt Hunyad vármegye Vajdahunyadi járásához tartozott.

## Források

Valár egy régi térképen

## Nevezetesség
- Szent Miklós ortodox fatemplom[1]